# Ainsley Gardiner

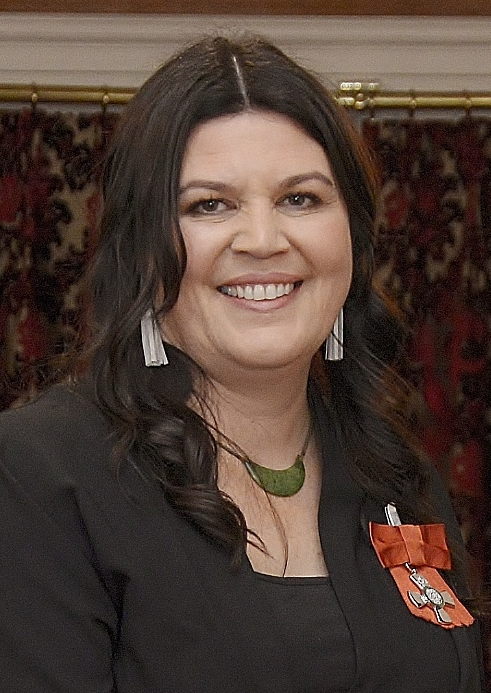
Ainsley Gardiner

Ainsley Amohaere Gardiner MNZM (* in Wellington) ist eine neuseeländische Filmproduzentin, Filmregisseurin und Drehbuchautorin.

## Karriere
Gardiner wurde in Neuseeland als Tochter von Pauline und Wira Gardiner geboren und wuchs in Wadestown in Wellington auf, bevor sie mit 12 mit ihren Eltern nach Whakatāne umzog. Ihre Karriere im Filmgeschäft begann 1998 als Produzentin für den Kurzfilm The Hole. Für ihre Beteiligung an dem Kurzfilm Two Cars, One Night erhielt sie mit Taika Waititi bei der Oscarverleihung 2005 eine Oscar-Nominierung in der Kategorie „Bester Kurzfilm“. Mit Taika Waititi folgten zwei weitere Projekte, die unter den Titeln Eagle vs Shark – Liebe auf Neuseeländisch im Jahr 2007 und Boy im Jahr 2010 veröffentlicht wurden.
Im Sommer 2021 wurde Gardiner Mitglied der Academy of Motion Picture Arts and Sciences.

## Filmografie (Auswahl)
Produzentin
- 1998: The Hole (Kurzfilm)
- 2003: Two Cars, One Night (Kurzfilm)
- 2003: Kombi Nation
- 2007: Eagle vs Shark – Liebe auf Neuseeländisch (Eagle vs Shark)
- 2010: Boy
- 2014: The Pa Boys
- 2018: Trennung auf Bestellung (The Breaker Upperers)
- 2018: She Shears (Dokumentarfilm)
- 2020: Reunion
- 2021: Cousins
- 2021: Night Raiders

Regisseurin
- 2009: Mokopuna (Kurzfilm)
- 2017: Waru
- 2021: Cousins

Drehbuchautorin
- 2009: Mokopuna (Kurzfilm)
- 2017: Waru